# Baetisca gibbera
Baetisca gibbera är en dagsländeart som beskrevs av Berner 1953. Baetisca gibbera ingår i släktet Baetisca och familjen Baetiscidae. Inga underarter finns listade i Catalogue of Life.